# Рейнский поход (1735)
Рейнский поход 1735 года — одно из событий войны за Польское наследство. 
Поход русского вспомогательного корпуса генерал-аншефа Петра Ласси был организован согласно Венскому союзному договору 1726 года с целью оказания помощи австрийской армии, которая вела тяжелые бои с французскими войсками на Рейне.

## Предыстория
Вступление русской армии на территорию Речи Посполитой летом 1733 года обеспечило избрание саксонского курфюрста Фридриха-Августа польским королём. За год русские войска установили контроль над важнейшими воеводствами и овладели Данцигом, где укрывался Станислав Лещинский. Но на западе все складывалось не так удачно. Император Карл VI не получил помощи против Франции от своих главных союзников — Англии, России и Голландии — и имперская армия в одиночку вела войну на Рейне и в Италии. Война с Австрией не позволила правительству Людовика XV оказать действенной помощи Лещинскому, но положение Австрии было тяжёлым.
В феврале 1734 года на Верхнем Рейне имперская армия имела всего 16 батальонов и 12 гренадерских рот (8 190 солдат) против 140 батальонов и 115 эскадронов французского маршала герцога Бервика. 27 марта (7 апреля) французы заняли Трир, 21 апреля (2 мая) овладели Трарбахом. 12 (23) мая 100 000 французской пехоты и 17 000 кавалерии осадили важнейшую крепость на Рейне — Филипсбург. Австрийский главнокомандующий генералиссимус принц Евгений Савойский смог собрать 78-тысячную армию, но из-за плохой выучки солдат и превосходства французской армии не решился напасть на осадную армию. 7 (18) июля гарнизон Филипсбурга, на который французы за время осады обрушили 22 516 бомб и 51 772 ядра, капитулировал на условии свободного выхода и сохранения 6 пушек. Овладев крепостью, французы практически получали свободу действий в Германии.
В Италии имперская армия также терпела поражения. 25 января (5 февраля) франко-сардинская армия заняла Тортону и вытеснила австрийцев за реки По и Адда. Испанские войска прошли через папские владения в Неаполь, а 31 мая (11 июня) высадили десант на Сицилию. Попытка имперской армии развить контрнаступление не увенчалась успехом. В сражении у Пармы 18 (26) июня австрийские войска были разбиты и отступили. В сражении погиб главнокомандующий генерал-фельдмаршал граф Мерси д’Аржанто.
Военную помощь от России император запросил ещё в 1733 году, но правительство императрицы Анны увязывало оказание помощи с возможностью обеспечения защиты от нападения Турции и крымских татар, и переговоры зашли в тупик. Ситуация, складывавшаяся на западных фронтах в 1734 году, убедила Россию, что военное поражение императора способно привести к потере плодов побед в Речи Посполитой, и летом вопрос об отправке русского корпуса против Франции был поднят вновь.
Россия и Австрия старались заставить морские державы — Англию и Голландию — послать войска к императору и выставить эскадру против французских пиратов на Балтике. 23 мая (3 июня) имперский резидент в Санкт-Петербурге Николай Себастьан фон Гогенгольц сообщил об ответе Англии и Голландии: вместо оказания помощи Англия и Голландия предложили своё посредничество в заключении мира на условиях признания польским королём Лещинского, уступки Милана — Сардинии, Неаполя и Сицилии — Испании, Лотарингии — Франции. Император просил императрицу Анну «по всем вышепоказанным обстоятельствам о вспоможении, с союзом сходственным, или по последней мере ныне токмо о постановленных в алианц-трактате 20 тысячах человек». Вице-канцлеру графу Андрею Остерману император писал: «Купно пресветлость Вашу дружебнейше прошу, неусумнительную надежду имея, что вспомоществование Ваше в толикой скорости прибудет, как сие по разстоянию мест быть может». Несмотря на упования императора, русское правительство не удостоили Венский двор официальных ответов на императорские послания.
Тем временем, австрийский главнокомандующий принц Евгений организовал малую войну против превосходящих сил французов. 5 (16) августа действия имперской армии заставили французов сжечь свой лагерь у Оппенхайма и отступить к Вормсу и Шпейру. В Италии новый командующий вице-президент Придворного военного совета фельдмаршал граф Лотарь Доминик фон Кёнигсегг-Ротенфельс 4 (15) сентября с 20-ти тысячной армией нанёс поражение 40-тысячной армии маршала герцога Франсуа де Куаньи. Создавалась возможность переломить ход войны. Император Карл отослал новому имперскому резиденту в Петербурге графу Генриху Карлу фон Оштайну рескрипт «о крепчейшем домогательстве о российском сукурсе в Италию».

Президент Военной коллегии генерал-фельдмаршал граф Бурхард Христофор фон Миних

Русский двор беспокоили контакты Лещинского с Константинополем. 7 (18) ноября 1733 года в Линце был арестован курьер, который вез Великому визирю письмо с призывом напасть на Австрию и Россию. Австрийские министры взяли на себя ответственность за предотвращение нападения Турции на Россию. Великий визирь написал принцу Евгению Савойскому гневное письмо, в котором обвинял Россию в нарушении условий Прутского договора 1711 года, повторённых в Константинопольском договоре 1720 года, запрещавшего вводить войска на территорию Речи Посполитой. Австрийцы ответили визирю, что русские войска вошли на территорию Речи Посполитой для обеспечения конституции и по просьбе поляков, которых притеснял Лещинский, и после успокоения страны российские войска уйдут. К 20 апреля (1 мая) 1734 года император собрал в Венгрии, Банате, Сербии и Трансильвании армию в 38 000 человек для предотвращения военных операций Турции и помощи России.
Усилия союзников позволили ускорить подготовку отправки русского корпуса против Франции. В ноябре-декабре 1734 года прошли переговоры об условиях предоставления помощи Австрии. Граф Оштайн предложил проект договора «О нынешних конъюктурах», в котором оговаривались условия взаимной помощи союзников в случае войны с Турцией. Договор предполагал, что война с Турцией начнется в 1734 году, а если войны не будет, то «расположенной при венгерских или шлезинских границах или в самой Венгрии российский помощной корпус при Рене против неприятелей Его Цесарского Величества толь наивяще служить имеет». Вице-канцлер Остерман раскритиковал этот проект: «Оной не токмо сам собою зело пространен и многое в нём изображено, которое по отменным обстоятельствам отчасти более не потребно, отчасти же и к сей конвенции существительно не принадлежит».
Россия выдвинула свои условия:
1. Обозначить для помощи некоторое количество пехотных полков, «ибо оная в Польше и без того столько службы, как конница, показать не может».
2. Русский корпус используется в Венгрии, Силезии, Богемии или на Рейне, бесплатно снабжается хлебом, крупой и мясом из имперских магазинов, подчиняется только генералиссимусу принцу Евгению и отзывается в случае нападения на Россию.
3. В случае нападения на Россию император выставляет вспомогательный корпус в 6000 кирасир и 2000 гусар; при нападении на императора Россия увеличивает корпус в Венгрии; при нападении на обоих союзников Австрия выставляет 6000 кирасир, Россия 18 000 пехоты; по окончании польской войны стороны действуют по Венскому договору 1726.
4. Союзники, насколько возможно, избегают войны с Турцией.
5. Польский король обязан дать контингент в имперскую армию, держать в Речи Посполитой 14 000 солдат и в случае нападения на Россию всеми силами помогать императрице Анне.
6. Император должен добиться от морских держав приглашения России к мирным переговорам как главной договаривающейся стороны.

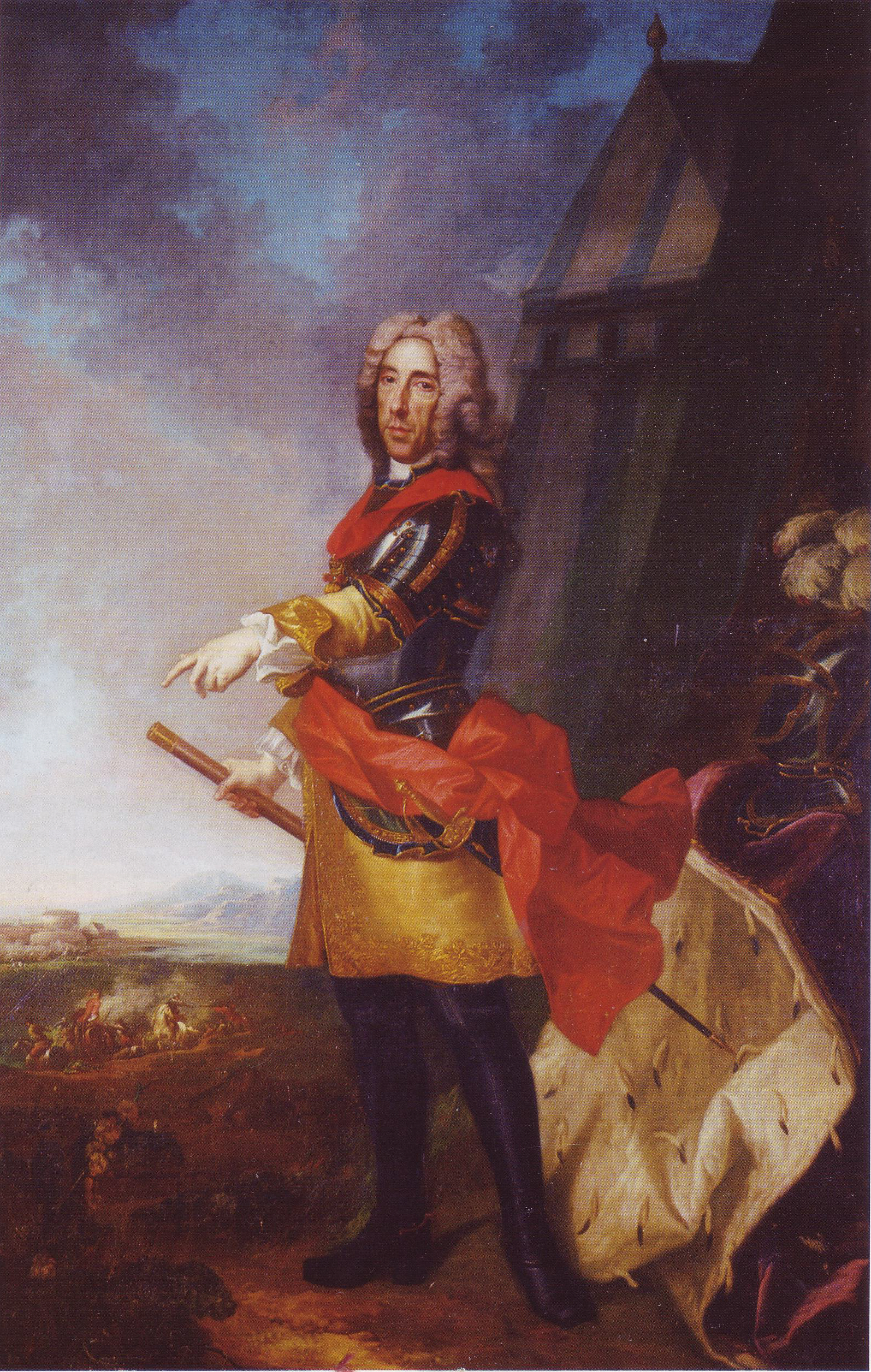
Генералиссимус и генерал-лейтенант империи принц Евгений Савойский

К весне 1735 года основные задачи в Речи Посполитой были выполнены, а военная помощь императору стала ещё более необходимой. В Сицилии 20 (31) марта испанская армия заставила капитулировать Мессину. В Ломбардию на соединение с франко-сардинской армией двигалась испанская армия герцога Хосе Каррильо Монтемара. На Рейне французы угрожали Майнцу.
9 (20) марта императрица Анна направила президенту Военной коллегии фельдмаршалу графу Бурхарду Миниху указ: «Всемилостивейше повелеваем, чтоб Вы без умедления ныне и наперед восемь полков пехотных ис тех, которые наиближайше к цесарским границам стоят и в лутчем к походу состоянии обретаются, собрали; оных, не ожидая рекрутов, из других тамошних полков, как наискорее возможно, по военному стату и по определенному недавно от нас умножению комплектовали, мундирром и всеми потребностьми снабдили, в совершенное к походу готовое состояние привели и тогда оных немедленно под командою нашего генерала Лессиа прямо к шлезицким границам отправили с таким имянным указом и определением, чтоб они по первому от Его Римско-Цесарского Величества и имперского генерала лейтенанта принца Евгения получаемому ордеру, не отписываясь и без требования другаго от нас указу, тем путём, который им предписан будет, в Шлезию, Богемию и до Рены маршировали, и от команды высокопомянутого принца или инако цесарского армиею аншеф-командующего генерала совершенно зависили и как ауксилиарныя войска ко всем военным операциям употребляться имели».
Императору русский двор сообщил, что Россия предоставит ему войска, а он должен начать поиск мира через посредничество морских держав на основе признания польским королём Августа III. 26 марта Миних получил новый указ, который приказывал к ранее определенным 8 полкам выделить ещё 5000 человек, а для помощи в случае вторжения в Богемию, союзного Франции, курфюрста баварского выделить корпус в 15 000 человек. Указом определялся порядок подчинения вспомогательного корпуса австрийскому командованию: корпус подчинялся непосредственно главнокомандующему; командир корпуса обладал правом голоса на военном совете; солдаты и офицеры корпуса несли ответственность за проступки по российским законам; полки корпуса не должны были разделяться при ведении боевых действий и «утруждаться» более других союзных контингентов; марши не должны продолжаться более двух дней подряд (на третий день должен был предоставляться расттаг — днёвка); лечение больных и раненых, предоставление подвод, квартир и довольствие возлагались на принимающую сторону (на одного солдата полагалось на месяц — 2 четверика ржаной муки (52,48 литра), гарнец крупы (3,3 литра) и 1 фунт (409,5 г) мяса в день).
11 марта 1735 года Кабинет министров утвердил генерал-аншефа Петра Ласси в должности командующего корпусом. В подчинение к Ласси поступали генерал-лейтенант принц Людвиг Гессен-Гомбургский, генерал-майор Карл Бирон и генерал-майор Иван Бахметев. 14 апреля Ласси прибыл в Варшаву, где находился штаб фельдмаршала Миниха, и получил ордер о сборе полков у Конецполя. 24 апреля Миних просил императрицу назначить полкам, отправлявшимся на Рейн, полуторное жалование и выдать при нахождении на зимних квартирах, помимо провианта, — пива, вина, уксуса, дров, свечей и постелей, согласно уставу. Ласси фельдмаршал приказал оставить в полках по 4 патронных ящика, а остальные, как и лишних лошадей, отдать в другие части.
3 мая Миних доносил императрице Анне о ходе подготовки корпуса. Корпус Ласси собирался у Пинчова, оружие к корпусу поставлялось из Саксонии, а обмундирование из Силезии. Из-за производства Людвига Гессен-Гомбургского в генерал-фельдцейхмейстеры заместителем Ласси был назначен генерал-лейтенант Джеймс Кейт. В состав корпуса Ласси вошли: Киевский, Архангелогородский, 2-й Московский, Троицкий, Новгородский, Воронежский, Копорский и Псковский пехотные полки. «Ежели при нужном случае Его Римско-Цесарское Величество возтребует», граф Миних приказал сформировать второй корпус в 15 867 человек под командой генерал-лейтенанта князя Григория Урусова и генерал-майора Юрия Лесли. 15 (26) мая Миних сообщил австрийской стороне, что 13 384 человека корпуса Ласси выступят 10 (21) июня, а 1 (12) июля выступит корпус князя Урусова. Подряды на мундиры и палатки для полков были заключены в Бреслау: 6449 драгунских синих, 1874 пехотных зеленых кафтанов, 7429 камзолов, 7207 епанчей, 8000 шляп, 13470 штанов-кюлотов и нижних портов.
Император сетовал на медлительность при подготовке корпусов. 28 мая (8 июня) командующий рейнской армией принц Евгений сообщил императору, что никакие наступательные операции невозможны до подхода русского корпуса. Имперская армия располагала 86 батальонами против 139 французских, каждый шестой солдат был болен, многие дезертировали, не получая жалования 12-14 месяцев. По 4 дня в армии не было хлеба. Только летом австрийцам удалось собрать деньги и привести армию в боеспособное состояние: 23 июня (4 июля) в строю было 112 391 человек при 28 286 лошадях.
14 июня 1735 года генерал-аншеф Ласси направил в Кабинет министров рапорт: его полки получили новые мундиры, пополнения из Великолуцкого и Углицкого полков и 8-9 июня перешли силезскую границу.

## Рейнский поход

### Начало похода и марш через имперские земли

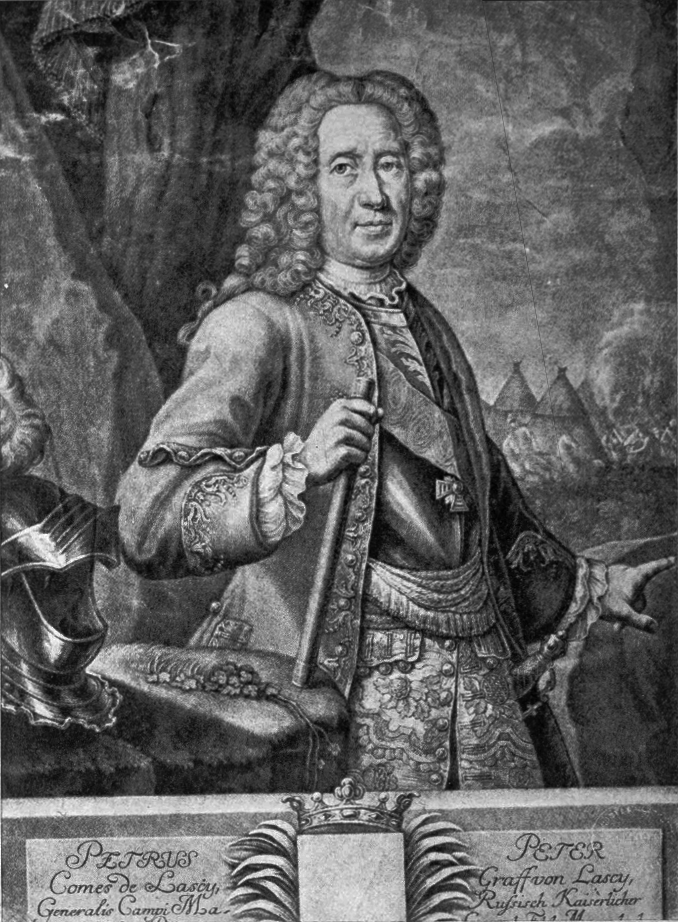
Генерал-аншеф Пётр Петрович Ласси

Выступивший в поход 8 июня 1735 года корпус Ласси насчитывал 12954 пехотинца, 124 артиллериста, 37 драгун Санкт-Петербургского полка (для конвоя и посылок), 14 инженеров, 13 комиссариатских чиновников и служителей и 66 человек штаба корпуса (при трёх генералах). В полках было 936 подъмных и артиллерийских лошадей. На вооружении находились 16 трехфунтовых полковых пушек, 198 эспантонов и 17 протазанов, 36 патронных и 8 гранатных ящиков (3097 гранат, 211842 картечных зарядов, 471091 фузейный и 8293 пистолетных патрона). К походу к корпусу были поставлены 5000 новых саксонских фузей, пошедших на вооружение 4-х полков. Некомплект корпуса до штатного расписания составлял — 359 солдат и офицеров и 432 лошади.
По пересечении силезской границы корпус продолжил движение двумя колоннами: первая колонна под командой Ласси в 4 полка, вторая — две дивизии по 2 полка под командой Кейта и Бахметева. 14 июня колонна Ласси вышла к городу Опельян, а вторая к Троппау и Вундербергу. От австрийской стороны к корпусу присоединись: в колонну к Ласси — генерал-фельдмаршал граф Генрих Вильгельм фон Вильчек, в колонну Кейта — барон Хасслинген. С австрийскими комиссарами, депутатами Силезии Почески фон Тенчином и Виденбауером, депутатом Богемии Логмаром фон Ауэтом генерал Ласси, обер-аудитор Шольтен и обер-провиантмейстер Пётр Головин заключили соглашение о маршруте, снабжении корпуса и темпах марша. Солдаты имели право так же покупать продукты у населения.
Марш происходил успешно. 28 июля колонна Ласси вошла в Кёниггрец, а колонна Кейта в Дашиц. Сбор корпуса был назначен на 8 июля в Пильзене. Ласси доносил в Петербург, что довольствием войска снабжаются полностью, а при отсутствии запасов солдатам выделяется по 14 крейцеров (14 копеек) в день на закупку провианта. Единственное беспокойство у генерал-аншефа вызывало состояние обуви у солдат корпуса. Как писал Ласси в Петербург: «от всегдашних походов едва не без остатка изношена, оная, чтоб солдатство нужды не терпели, имеет быть на все те полки в Праге и в других способных местах построена вновь».
С весны 1735 года во Франции стало известно о походе русского корпуса на Рейн. По имевшимся слухам, французы знали, что в помощь императору отравляется 37 000 солдат и 6 000 казаков и калмыков. Французское правительство решило использовать это для пропаганды русофобии среди населения немецких земель. Французы начали распространять листовки «о нашествии русских варваров, угрожающих свободе немцев». Но эффект оказался обратным — листовки только напугали французских солдат. После вступления русских войск во владения Габсбургов французская пропаганда потерпела крах — население восторженно встречало русские войска, а по прибытии корпуса в Прагу 8 (19) июля горожане устроили пир в честь русского корпуса. Одна из немецких газет опубликовала эпиграмму:

О Галлы! Знали вы гусарские клинки

И в страхе мнили: служат немцам черти!

Дрожите ж — шлет Москва к нам верные полки.

Едва ли кто из вас избегнет жуткой смерти!

По прибытии в Прагу генерал-аншеф Ласси заказал для армии 6000 пар башмаков по 78 копеек за пару, что существенно облегчило марш. Большой проблемой для корпуса стала заболеваемость солдат. В первую очередь это было связано с тем, что многие солдаты соблюдали посты и отказывались от мяса, что вызывало изнеможение на маршах — 15-22,5 км в день. На 25 июня в полках было 310 легких и 190 лежачих больных. 4 (15) июля Ласси при посредничестве фельдмаршала Вильчека договорился с пражским оберст-бургграфом Шафтготом о размещении больных в городах Мисс, Гейд и Пильзен. Так же договорились о мерах по розыску и возвращению дезертиров — за поимку выплачивалась награда в 6 талеров. 8-16 июля колонны корпуса собрались в Пильзене и выступили через Обер-Пфальц (Курфюршество Бавария) в лагерь имперской армии в Брухзале. На 19 июля корпус имел следующие потери: дезертировало 23 человека, умерло от болезней и тепловых ударов 27 человек, 236 человек больных лихорадкой были оставлены на излечение в Пильзене, в полках находилось 290 больных способных к маршу.

### Через Баварию

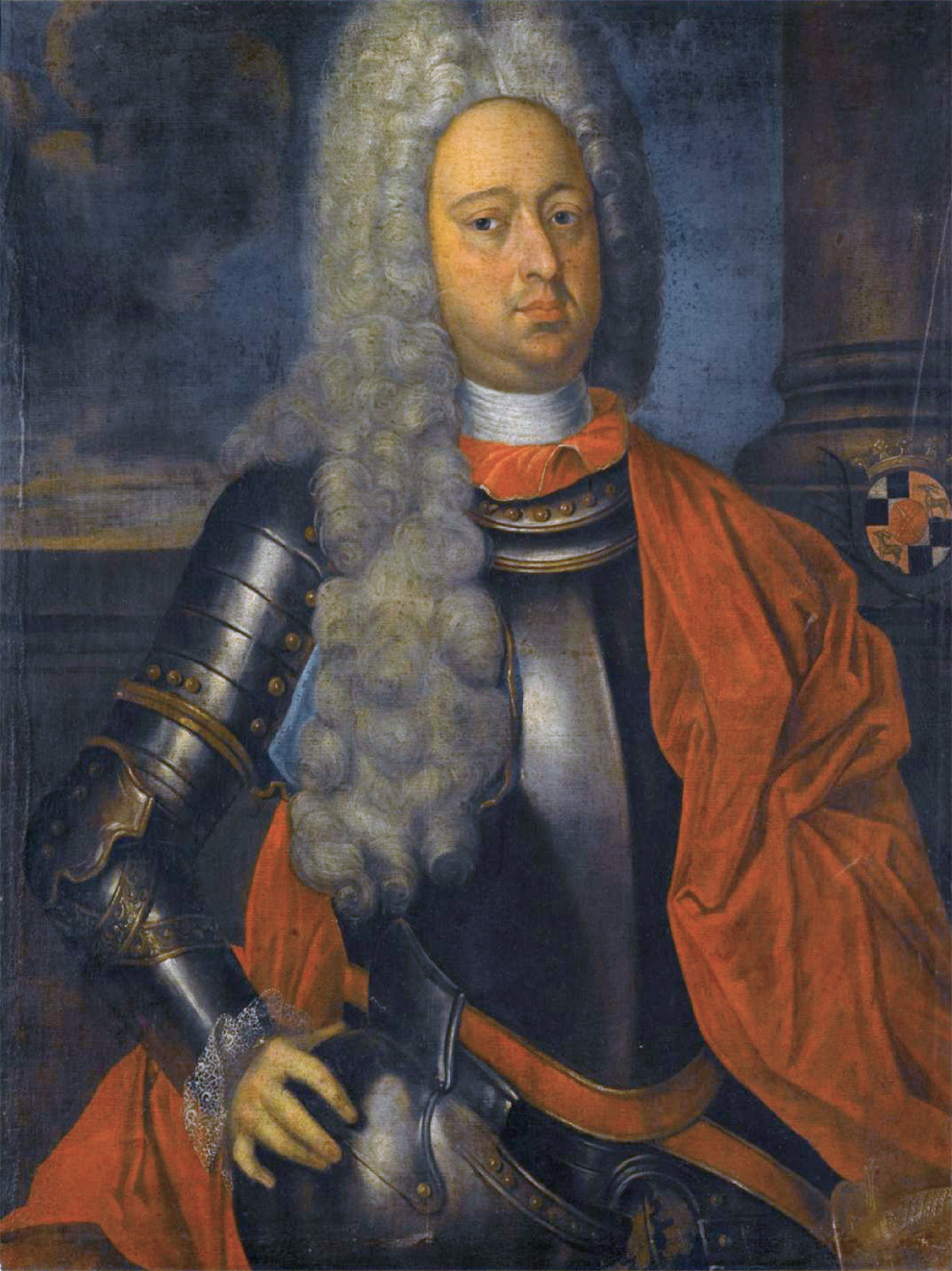
Генерал-фельдмаршал-лейтенант Фридрих-Вильгельм Гехингенский

Самым сложным отрезком пути была Бавария. Правящий курфюрст Карл Альбрехт не участвовал в войне, но держался профранцузских взглядов. Баварские представители заявили в Вене, что курфюрст не допустит прохода русского корпуса даже посредством применения силы и выхода из нейтралитета. Венский двор и русский министр в Вене Людовик Ланчинский вынуждены были предпринять экстренные меры. 29 июня Ланчинский доносил в Петербург, что курфюрст поставил под ружье 15 000 человек, но австрийская армия готова обеспечить безопасный проход русского корпуса. Курфюрст заявил, что готов сохранить нейтралитет, если корпус пройдет через Баварию отдельными отрядами в 1000 человек. Карл Альбрехт надеялся уничтожить русских поодиночке. Тормозя проход корпуса, курфюрст также надеялся, что французская армия успеет взять Майнц.
В Вене отвергли предложение о движении отдельными отрядами и 19 (30) июня принц Евгений отдал приказ генерал-фельдмаршал-лейтенанту князю Фридриху-Вильгельму Гогенцоллерн-Гехингенскому с четырьмя кирасирскими полками (Лобковиц, Кевенхюллер, Лантьери и Хоэнэмс) и войсками епископа Бамбергского Фридриха Карла фон Шёнборна выдвинуться в Епископство Бамбергское и по приказам фельдмаршала Вильчека прикрывать русские войска при проходе через Баварию. 26 июля корпус князя Гогенцоллерна прошел Нюрнберг и встал у Херсбрука. 8 (19) июля из долины реки Инн прибыл корпус генерал-фельдмаршал-лейтенанта князя Георга Лобковица в составе 2 драгунских и 4 кирасирских полков (Йоргер, Вюртемберг, Гамильтон, Пальфи, Гогенцоллерн и Дармштадт). Корпус встал от озера Боден-Зее до Ульма и блокировал баварские владения с запада и юга.
Курфюрст Карл Альбрехт осознал, что шутки кончились. Имперский канцлер граф Филипп Людвиг Венцель фон Зинцендорф сообщил русскому министру Ланчинскому, что курфюрст согласился пропустить русские войска, в Обер-Пфальце осталось только 6000 солдат. Не до конца доверяя курфюрсту, император приказал Вильчеку добиться от Карла Альбрехта права прохода корпуса через Россхаупт и Вальдтурн до Нюрнберга двумя дивизиями «так в близости друг от друга, дабы они во всяком случае, ежели со стороны Кур-Баварии, паче всякого чаяния, в проходе препятствовать или может быть отчасти неприятельски атаковать дерзнут, тотчас соединитьца, друг другу вспомогать и обороняться могли». 11 (22) июля Вильчек заключил соглашение с Баварией о свободном проходе и снабжении армии из баварских магазинов.
Из-за недостатка провианта марш через Обер-Пфальц и Зульцбах был проделан без дневок за 4 дня. 26 июля (6 августа) корпус вышел к Помол-Шпрунгу, где баварские власти снабдили корпус фуражом и подводами. Генерал Ласси доносил в Петербург, что при проходе через Баварию «воспрещения и помешательства ни от кого и от команды моей ни малейшего обывателям озлобления никому показано не было, но стоящей в Обор-Фальской земле поблизости нашего пути в полуторе тысяще салдат генерал-маеор барон Мировицки, приехав ко мне, именем принцепала его, курфирста Баварского, за доброе Ея Императорскаго Величества при проходе землею его состояние и поступки благодарил».
30 июля (10 августа) русские полки стали лагерем под Нюрнбергом, это была последняя остановка на пути в лагерь имперской армии. 15-16 (26-27) августа корпус прибыл в Ладенбург и встал от Ладенбурга до Хайдельберга вместе с корпусом князя Гогенцоллерна. Справа от русского корпуса были позиции датского вспомогательного корпуса.

### В имперской армии
У имперского командования не было единого мнения по поводу использования русского корпуса. Генерал-фельдцейхмейстер граф Фридрих Генрих фон Зекендорф предложил принцу Евгению Савойскому собрать корпус в 30-40 тысяч человек, включая корпус Ласси, выступить к Майнцу и двигаться от реки Мозель на Трир, а остальными силами выбить французов из Филиппсбурга. Генералиссимус одобрил план операции на Мозеле, но отказался включить в состав этого корпуса русские полки. Генерал-фельдмаршал герцог Карл Александр Вюртембергский выдвинул план переноса военных действий во Францию после подхода второго русского корпуса князя Урусова. Для обороны Рейна он предложил поставить русские полки в наиболее уязвимом месте — у Оффенбурга. К этому моменту стало известно, что французские солдаты боятся прибытия русских, и принц Евгений одобрил такой план.

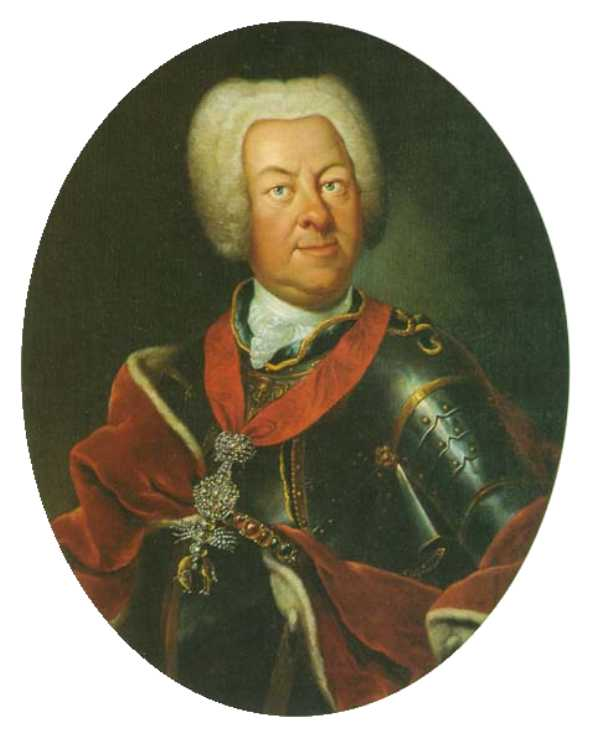
Генерал-фельдмаршал герцог Карл Александр Вюртембергский

По прибытии в Ладенбург в русском корпусе находились: 12661 пехотинец, 88 артиллеристов, не считая штаба (из них 463 человека слабых и 218 больных), и 30 драгун Санкт-Петербургского полка. 18 (29) августа принц Евгений принял парад русского корпуса и остался доволен «этой столь хорошо управляемой и отлично выученной пехотой». Прибытие русского корпуса изменило ход военных действий. Баварский курфюрст подчинился воле императора и прислал вспомогательный корпус, французы прекратили попытки перейти Рейн и сосредоточили свои усилия на Майнце.
22 августа имперский министр в Петербурге граф Оштайн узнал от вице-канцлера графа Остермана, что отправка дополнительных сил на Рейн отменяется из-за турецкой угрозы. Надвигается война с Турцией и Россия уже начала вывод войск из Речи Посполитой.
Осенью 1735 года Франция, пользуясь нейтралитетом Англии и Голландии, укрепила свои войска и вновь попыталась форсировать Рейн. Но активные действия не начались. Генералу Ласси сообщили: «во время нынешней кампании против французов действия не будет, понеже войска их имеетца около девяноста тысящ, и линия их под Стеэрбахом так укреплена и затоплена вокруг водою, что атаковать весьма трудно». Войска располагались на зимние квартиры. Часть батальонов русского корпуса предполагалось поставить в гарнизоны Фрайбурга и Альт-Брайзаха, но Ласси отказался разделить войска и корпус был расставлен по постам вдоль Рейна и на зимних квартирах в Вюртемберге. На правом фланге у Майнца формировался корпус Зекендорфа, который должен был выбить французов из Коблеца и с реки Мозель. В состав корпуса должны были войти и русские полки, но Ласси заявил, что подчиняется только главнокомандующему принцу Евгению. Имперский резидент в России граф Оштайн потребовал от Кабинета министров соблюдения норм воинской дисциплины, но в ответ получил требование предоставить корпусу зимние квартиры, «где бы оное по толь многим понесенным трудностям отдыхать надлежащим образом отправиться могло», и не употреблять русские войска в караулах зимой, если другие вспомогательные войска не используются.
25 сентября (5 октября) из-за болезни принц Евгений покинул армию, отдав распоряжение о размещении корпуса Ласси на зимних квартирах. Через неделю имперские войска подошли к Лангебрюку и Шпейру и начали артиллерийскую перестрелку с французами. Корпус Ласси занял деревню Кронау около Филиппсбурга сводным гренадерским отрядом под командой генерал-майора Густава Бирона и участвовал в перестрелке с французами. На следующий день в корпус прибыл с визитом новый главнокомандующий генерал-фельдмаршал герцог Вюртембергский. 7 (18) октября войска Зекендорфа перешли Мозель и захватили французские магазины в Трарбахе, а 9 (20) октября произошло сражение у Клаузена. После подхода второго имперского корпуса генерал-фельдмаршал-лейтенанта графа Христиана Отто фон Лимбург-Штирума французы отступили.
18 (29) октября Ласси получил ордер на размещение на зимние квартиры в Пфорцхайме (штаб корпуса), Дурлахе (отряд Густава Бирона), Эслингене и других вюртембергских и франконских деревнях (Копорский, Воронежский и Архангелогородский полки), Вайлерштадте (отряд Кейта с драгунами и инженерами), Брухзале (Новгородский полк), Хайльбронне (генерал-майор Бахметев) и Бреттене. В посты на Рейне было направлено 1120 человек. Ласси остался недоволен выделенными квартирами, так как часть земель была разорена французами в 1733—1734 годах.
20 (31) октября Ласси получил письмо от герцога Вюртембергского о прекращении военных действий. 21 октября (1 ноября) граф Оштайн в Петербурге подал промеморию о заключении франко-австрийского перемирия на Рейне и в Италии. Император Карл требовал скорее выдать полномочные грамоты на ведение мирных переговоров русским министрам в Вене и Гааге.
4 (15) ноября Людовик Ланчинский по просьбе Ласси обратился к австрийским министрам с требованием перевести русские войска из разоренных земель. Ласси согласился на размещение в Богемии. Император Карл направил герцогу Вюртембергскому приказ о размещении русского корпуса в Богемии, Моравии и Силезии. 8 (19) декабря корпус выступил в наследные владения Габсбургов. На 15 декабря в корпусе состояло: 12754 пехотинца и 89 артиллеристов. В Эппингене и Хайльбронне были оставлены на излечение 31 больной, 185 больных находились в Пильзнере. 24 декабря корпус прибыл в Нюнрберг, где получил приказ императора Карла VI на размещение в Силезии и Моравии. Ласси был полностью доволен положением корпуса. Генерал-аншеф писал в Петербург: «в Вирцбурской, Анцзбахской и Барейской землях сами владетели подтверждали, чтоб пропитание чинено было достаточно, и тем весьма довольны; паче же всех герцог Виртербергской в бытность в ево команде по представлениям моим всякое удовольствие чинил».
5-7 января 1736 года русский корпус вступил в Богемию. 10 марта генерал-аншеф Ласси удостоился аудиенции и ужина с императором Карлом. Командующий русского корпуса получил титул графа Священной Римской империи, император подарил ему свой портрет, усыпанный алмазами и 5000 флоринов. На ужине Ласси узнал о присвоении ему чина генерал-фельдмаршала. 17 февраля 1736 года императрица Анна подписала указ о возвращении корпуса в Россию. Генерал-фельдмаршал Ласси был назначен командующим Донской армией, сдал командование генерал-лейтенанту Кейту и выехал в Россию.

### Путь домой

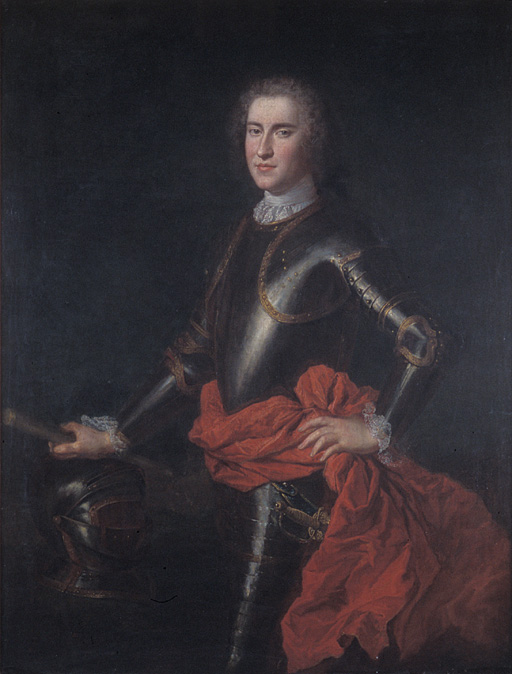
Второй командир русского корпуса генерал-лейтенант Джеймс Кейт

10 (21) апреля император сообщил русскому министру Ланчинскому, что австрийская сторона выражает свою благодарность русским войскам и готова отпустить корпус на родину. Ланчинский писал императрице: «Вчерашняго дня в конференции принята резолюция о пристойном отпуске Вашего Императорского Величества ауксиларных полков восвоясы, и положено на мере ис Военного Совета писать о том к Вашего Императорского Величества генералу-лейтенанту господину Кейту с признанием доброй дисциплины, как под прежнею командою господина генерала фельдмаршала Лессии, так и под его нынешнею, содержанной». 12 (24) апреля Кейт получил приказ Придворного военного совета о выступлении из квартир. 30 апреля (11 мая) Кейт собирался выступить в поход о чём сообщил в Петербург. Это вызвало гнев вице-канцлера Остермана, посчитавшего Кейта медлительным, на полях рапорта вице-канцлер написал: «Отписать к нему, что о медленном выступлении его в поход усмотрено с некоторым удивлением, и подтвердить: с поспешением маршировать, сколько без крайняго раззорения людей учинить можно». 18 мая Кейту был направлен указ «о наискорейшем оного повеленного марша поспешении».
29 апреля (10 мая) корпус выступил в обратный путь. Шесть полков Кейт направил на Украину через Краковское и Русское воеводства в сторону Каменца-Подольского, а два полка под командой генерал-майора Бахметева через Петроков и Владимир-Волынский. Поход осложнялся тем, что в Речи Посполитой население, ушедшее во время войны в леса, не давало подвод и провианта, но генерал-майору Густаву Бирону всё же удалось насобирать некоторое число подвод, а в Ярославе учредили магазин. 9 июня полки прибыли в Ярослав, а 15 июня, когда Кейт получил приказ от 18 мая, войска уже находились во Львове.
7 июля Кейт достиг Черткова. По дороге генерал рассылал шпионов для сбора сведений о турецких войсках в Хотине и Бендерах. 28 июля Кейт прибыл в Умань, а Бахметев уже 21 июля был в Киеве. Полки Кейта 2 августа получили приказ фельдмаршала графа Миниха о защите форпостов по Днепру и 18 (29) августа прибыли в Киев.
В Россию из похода вернулось 12998 человек. За время похода умерло 113 человек, 3 человека были казнены за преступления и 409 дезертировало. Из дезертиров свыше 350 человек были пойманы или вернулись позже сами.

## Значение похода
Прибытие русского корпуса на Рейн стало одним из факторов, заставивших Бурбонский блок искать мира. Присутствие русских войск в Польше и на Рейне не позволяло Франции вербовать союзников в немецких землях, раскол в Германию внести не удалось. Французский двор, не забывший встречу с русскими под Данцигом, опасался совместного наступления русско-австрийской армии. Кардинал Де Флёри так напутствовал маркиза Жака де Шетарди, отправляемого послом в Россию: «Россия в отношении к равновесию на Севере достигла слишком высокой степени могущества, союз её с Австрийским домом чрезвычайно опасен. Видели по делам в Польше, как злоупотреблял венский двор этим союзом. Если он мог в недавнее время привести на Рейн корпус московских войск в 10 тысяч, то когда ему понадобится подчинить своему произволу всю Империю, он будет в состоянии запрудить всю Германию толпами варваров».
Присутствие в Германии российских войск не только способствовало мирному разрешению европейского конфликта, но и переменило общественное мнение Европы в пользу России. Российское правительство смогло обеспечить завоеванный в Речи Посполитой трон Августа III, обезопасить границу с Республикой и обеспечить автономию герцогства Курляндского. Но подготовка похода корпуса и вопрос его предоставления осуществлялись не в согласии с пунктами договора 1726 года, а исходя из взглядов российского правительства на возможность вмешательства в войну Турции, морских держав и Баварии. Из 30 000 человек, положенных по договору, союзнику были посланы только 13 000, которые пришли слишком поздно для участия в боевых действиях. Это было связано с тем, что российское правительство в первую очередь стремилось закрепить миром свой успех в Речи Посполитой.